# Lionel Beaugrand
Lionel Beaugrand, né le 23 août 1960 à Amiens, est un footballeur français qui évolue au poste d'attaquant de la fin des années 1970 au milieu des années 1980.

## Statistiques
Le tableau ci-dessous résume les statistiques en matches officiels de Lionel Beaugrand durant sa carrière de joueur.
| Saison                | Club                  | Championnat           | Championnat | Championnat | Coupe(s) nationale(s) | Coupe(s) nationale(s) | Total | Total |
| Saison                | Club                  | Division              | M.          | B.          | M.                    | B.                    | M.    | B.    |
| 1977-1978             | Amiens SC             | 3                     | 7           | 0           |                       |                       | 7     | 0     |
| 1978-1979             | Amiens SC             | 2                     | 16          | 3           |                       |                       | 16    | 3     |
| 1979-1980             | Amiens SC             | 3                     | 9           | 1           |                       |                       | 9     | 1     |
| 1980-1981             | Amiens SC             | 3                     |             |             |                       |                       | 0     | 0     |
| 1981-1982             | Amiens SC             | 3                     |             |             |                       |                       | 0     | 0     |
| 1982-1983             | Amiens SC             | 3                     | 21          | 11          |                       |                       | 21    | 11    |
| 1983-1984             | Amiens SC             | 3                     | 9           | 2           | 1                     | 0                     | 10    | 2     |
| 1984-1985             | Amiens SC             | 2                     | 22          | 6           |                       |                       | 22    | 6     |
| 1985-1986             | Amiens SC             | 3                     | 7           | 3           |                       |                       | 7     | 3     |
| Total sur la carrière | Total sur la carrière | Total sur la carrière | 91          | 26          | 1                     | 0                     | 92    | 26    |